# Black Cherry
Black Cherry – drugi album brytyjskiego duetu Goldfrapp, wydany przez Mute Records 23 kwietnia 2003 roku.
Materiał na płytę był nagrywany w mieście Bath w Anglii. Album promowały cztery single: „Train”, „Strict Machine”, „Twist” i tytułowy. Wszystkie weszły do top 40 na brytyjskiej liście przebojów. Sam album także był sukcesem komercyjnym w Wielkiej Brytanii i Europie, i zebrał pozytywne recenzje.

## Lista utworów
Wszystkie utwory napisane i skomponowane przez Alison Goldfrapp i Willa Gregory’ego, o ile nie zaznaczono inaczej.
1. „Crystalline Green" – 4:28
2. „Train” – 4:11
3. „Black Cherry” – 4:56
4. „Tiptoe” – 5:10
5. „Deep Honey” – 4:01
6. „Hairy Trees” – 4:37
7. „Twist” – 3:32
8. „Strict Machine” – 3:51 (Alison Goldfrapp, Will Gregory, Nick Batt)
9. „Forever” – 4:14
10. „Slippage” – 3:57

Utwory bonusowe na edycji japońskiej
1. „Big Black Cloud, Little White Lie” – 3:07
2. „Train” (Village Hall Mix) – 5:28
3. „Train” (Ewan Pearson 6/8 Vocal) – 7:34
4. „Train” (T. Raumschmiere Remix) – 5:52

Utwory bonusowe na edycji holenderskiej (CD 2)
1. „Strict Machine” (Benny Benassi Sfaction Edit) – 3:27 (Alison Goldfrapp, Will Gregory, Nick Batt)
2. „Train” (Ewan Pearson Dub) – 7:46
3. „Deep Honey” (Live at London ULU) – 4:41
4. „Hairy Trees” (Live at London ULU) – 6:47
5. „Yes Sir” – 3:58 (Rolf Soja, Frank Dostal)
6. „El Train” (T. Raumschmiere Remix) – 5:52
7. „Strict Machine” (Benny Benassi Sfaction Extended Mix) – 6:53 (Alison Goldfrapp, Will Gregory, Nick Batt)

## Twórcy
Źródło:
- Alison Goldfrapp – śpiew, chórki, syntezatory, miks, aranżacje
- Will Gregory – syntezatory, miks, aranżacje
- Nick Batt – syntezatory, programming, aranżacje
- Daniel Miller – syntezatory
- Adrian Utley – gitara, gitara basowa
- Charlie Jones – gitara basowa
- Mark Linkous – Casio
- Rowen Oliver – perkusja, perkusjonalia
- Damon Reece – perkusja
- Nick Ingman – dyrygent orkiestry
- Dave Bascombe, Tom Elmhirst, Steve Orchard – miks
- Bruno Ellingham – obróbka cyfrowa
- Mike Marsh – mastering

## Notowania
| Kraj i lista                      | Pozycja |
| --------------------------------- | ------- |
| Australia (ARIA)                  | 71      |
| Francja (SNEP)                    | 45      |
| Holandia (MegaCharts)             | 91      |
| Irlandia (IRMA)                   | 30      |
| Niemcy (Media Control)            | 25      |
| Norwegia (VG-lista)               | 26      |
| Portugalia (AFP)                  | 26      |
| Szwajcaria (Alben Top 100)        | 41      |
| Wielka Brytania (UK Albums Chart) | 19      |

## Certyfikaty
| Kraj                  | Certyfikat      |
| --------------------- | --------------- |
| Wielka Brytania (BPI) | platynowa płyta |